# La Couture (acteur)
Pour les articles homonymes, voir La Couture.
Georges Pinel, dit La Couture, est un acteur français du XVIIe siècle né vers 1600.
Proche de la famille de Molière, maître d'écriture et précepteur du jeune Poquelin, il est entraîné dans l'aventure de la troupe de l'Illustre Théâtre en 1643. Il fait ensuite partie, à Lyon en 1649, de la troupe du duc d'Orléans et constitue, deux ans plus tard, sa propre troupe à Paris.
Après avoir participé à quelques autres troupes à Paris et en province avec sa femme Anne Pernay, il entre dans celle de Philandre à La Rochelle en 1659, puis constitue une nouvelle troupe « pour jouer la comédie à Bruxelles ». Sous le nom de « troupe de la reine de France », il joue à Paris, Lyon, Rouen, Grenoble, Bordeaux et Amiens durant l'année 1662. On le retrouve à Abbeville deux ans plus tard, où on perd sa trace.

## Note
1. ↑  Charles Perrault, Les Hommes illustres qui ont paru en France, Paris, 1696, t. I, p. 79.